# Дейв Егърс
Дейв Егърс (на английски: Dave Eggers) е американски писател на произведения в жанра съвременен роман, научна фантастика и трилър, сценарист, редактор на различни литературни списания и издател.

## Биография и творчество
Роден е на 12 март 1970 г. в Бостън, Масачузетс, САЩ, в семейството на Джон К. Егърс, адвокат, и Хайди Максуини, учителка. Докато е малък, семейството се мести в Лейк Форест, Илинойс, където завършва гимназия. Следва журналистика в Университета на Илинойс в Ърбана-Шампейн. Прекъсва следването си след преждевременната смърт на родителите му от ракови заболявания, за да се грижи за 8-годишния си брат Кристофър. Премествата се в Бъркли, Калифорния, където работи като сътрудник и редактор на редица списания и литературни сайтове.
През 1997 г. съосновава сатиричното списанието „Might“ и е негов редактор. Основател е на независимата издателска компания „McSweeney’s“, която през 1998 г. започва да издава литературното списание „Timothy McSweeney’s Quarterly Concern“. Съосновател е през 2002 г. на националната мрежа от осем образователни литературни центъра по творческо писане „826 Валенсия“ и през 2010 г. на неправителствената организация „ScholarMatch“ за подпомагане на американски студенти с ресурси за достъп до обучение.
През 1999 г. е издадена първата му постмодернистична полумемоарна книга, „Шедьовър покъртителен на гений изумителен“. Характерна е със специалното си иронично отношение към случващите се събития и читателите, и с различните необичайни стилистични елементи. Тя става бестселър и е номинирана за Пулицър.
През 2002 г. е издаден първият му роман, „You Shall Know Our Velocity“.
През 2003 г. се жени за писателката Вендела Вида, с която пишат някои съвместни произведения. Имат две деца.
През 2009 г. по пиесата „Away We Go“, написана в съавторство със съпругата му, е екранизиран филмът „Сбогом, заминаваме“ с участието на Джон Красински и Мая Рудолф.
През 2013 г. е издаден романът му „Кръгът“. В центъра на романа антиутопия е мощната интернет фирма „Кръгът“, която, използвайки всеобхватната прозрачност и пряко управление, създава пълен контрол върху живота на обществото. Главната героиня е завършила колеж, и недоволна от своя живот с радост приема работа в базираната в Сан Франциско технологична компания. Въпреки своите съмнения за целите на компанията, тя постепенно е въвлечена в нейните планове и участва активно в реализацията им. През 2017 г. е екранизиран в едноименния научнофантастичен филм с участието на Ема Уотсън, Том Ханкс и Карън Гилън.
Носител е на Литературната награда за мир „Dayton“ и наградата на „Amnesty International Chair“ за 2015 г. за заслуги в борбата за човешки права.
Дейв Егърс живее със семейството си в Сан Франциско.

## Произведения

### Самостоятелни романи
- You Shall Know Our Velocity (2002)
- Hello Children (2006)
- What is the What (2006)
- The Wild Things (2009)
- A Hologram for the King (2012)
Холограма за краля, изд. „Жанет-45“, Пловдив (2017), прев. Ана Пипева, Аглика Маркова
- The Circle (2013)
Кръгът, изд. „Жанет-45“, Пловдив (2016), прев. Ана Пипева
- Your Fathers, Where Are They? And the Prophets, Do They Live Forever? (2014)
- Heroes of the Frontier (2016)
- The Lifters (2018)
- The Parade (2019)

### Участие в общи серии с други писатели

#### Серия „Запазване на историята“ (Save the Story)
The Story of Captain Nemo (2013)
от серията има още 1 роман

### Пиеси
- Away We Go (2009) – с Вендела Вида

### Новели
- Up the Mountain Coming Down Slowly (2016)

### Сборници
- How We Are Hungry (2004)
- Short Short Stories (2005)
- The Small Box of Short Stories (2007) – със Сара Мангузо и Деб Олин Унферт
- Stories Upon Stories (2016) – с Алесандро Барико, Умберто Еко, Авраам Йехошуа и Йюн Ли

### Документалистика
- A Heartbreaking Work of Staggering Genius (1999)
Шедьовър покъртителен на гений изумителен, изд. „Жанет-45“, Пловдив (2021), прев. Ана Пипева
- Teachers Have it Easy (2005) – с Нинев Клемънтс Калегари и Даниъл Мултроп
- Zeitoun (2008)
- America: Now and Here (2010) – с Ерик Фишъл
- It Is Right to Draw Their Fur (2010)
- David Shrigley (2012)
- The Story of Captain Nemo (2013)
- An Innocent Abroad (2014) – с Джон Берънт, Ричард Форд, Пико Лиър, Алегзандър Маккол Смит и Джейн Смайли
- Visitants (2015) – пътеписи
- Better than Fiction 2 (2015) – със Софи Кънингам, М Джи Хайланд, Лойд Джоунс, Фиона Кидман, Марина Левицка, Александър Маккол Смит, Д. Б. С. Пиер, Франсин Проуз и Джейн Смайли
- This Bridge Will Not Be Gray (2015)
- Surviving Justice (2016)
- Her Right Foot (2017)
- Ungrateful Mammals (2017)
- The Monk of Mokha (2018)
- What Can a Citizen Do (2018)
- Dutch (2018)

### Екранизации и сценарии
- 2009 Сбогом, заминаваме, Away We Go – по пиесата
- 2009 Където бродят дивите неща, Where the Wild Things Are – сценарий със Спайк Джоунзи
- 2012 Обетована земя, Promised Land – история
- 2014 Francis – история
- 2016 Холограма за краля, A Hologram for the King
- 2016 Your Mother and I – история
- 2017 Zeitoun – по книгата
- 2017 The Circle – по романа